# Igelgölen (Malexanders socken, Östergötland)
Igelgölen är en sjö i Boxholms kommun i Östergötland och ingår i Motala ströms huvudavrinningsområde.